# Толстый Лес
Толстый Лес (укр. Товстий Ліс) — заброшенное после катастрофы на ЧАЭС село в 10-километровой зоне отчуждения. Расположено в 32 километрах от бывшего райцентра города Чернобыль. Являлось центром одноимённого сельского совета Чернобыльского района Киевской области.

## История
Первое письменное упоминание о селе датируется 1427 годом. Село упоминается в грамоте великого князя Витовта о подарке села Николаевском монастырю — «Лукаш Сапега, королевский дворянин, и его жена София основали монастырь доминиканцев в Чернобыле, на который это право Сапега получил одновременно с Толстым лесу феодальным правом в 1595 году».
В Толстом Лесу находилась Свято-Воскресенская церковь. Когда в селе была построенная первая церковь неизвестно. Но на некоторых иконах была указана дата 1731 год. Вторая церковь была построена в 1760 году за счёт прихожан. Это была уникальная достопримечательность архитектуры периода казацкого барокко, построенная целиком из дерева без единого гвоздя. Главный купол имел световые окна, остальные были глухими. В 1897 году к церкви пристроили колокольню.
В 1913 году к церкви относились такие сёла как Буда, Буряковка, Новая Красница, Речица, Рудьки, Старая Красница.
Во времена провозглашение Украины независимой, это был единственный храм XVIII века, так как остальные в Полесских краях были уничтожены в советские времена. После аварии на ЧАЭС церковь была закрыта. А 26 апреля 1996 года храм сгорел.
В годы Великой Отечественной войны село являлось центром движения партизан.
В начале 1970-х годов здесь проживало около 800 человек. Село являлось центром колхоза имени Ленина. Работали школа, фельдшерско-акушерский пункт, дом культуры. Через село проходила железнодорожная линия Чернигов — Овруч, одноимённая железнодорожная станция располагалась в 7 км от села.
До аварии на ЧАЭС в селе проживало 626 человек. В мае 1986 года жители Толстого Леса были отселены в села Гавронщина и Плахтянка Макаровского района Киевской области в связи сильным радиоактивным загрязнением. В 1999 году село было снято с учёта.
Во время пожаров 1996 году село очень сильно пострадало, сохранилось лишь несколько построек: школа, столовая и дом культуры.